# .gn
.gn is het achtervoegsel van domeinnamen in Guinee. Dit domeinnaam kan alleen worden verkregen door een contact in de republiek zelf.